# Тодор Димов
 Тази статия е за българския археолог.  За българския революционер вижте Тодор Димов – Габеро.  
Тодор Димов е български археолог, дългогодишен главен уредник в отдел „Археология“ на Регионалния исторически музей в Добрич.

## Биография
Тодор Димов е роден е в град Станке Димитров. През 1977 година завършва висшето си образование със специалност „История“ във Великотърновския университет „Кирил и Методий“ и същата година започва работа като археолог в Историческия музеи в град Каварна. От 1979 до 2014 година работи в Историческия музей в Добрич, с който е свързана цялата му научна дейност. През 1984 става научен сътрудник по праистория, ІІІ степен и ръководител на Научната група и Археологическия отдел към Исторически музей в Добрич. През 1991 година става научен сътрудник по праистория, ІІ степен.
Името му се свързва с проучванията на Археологическия комплекс при село Дуранкулак, където от 1981 година до 2004 година е заместник на Хенриета Тодорова, ръководителката на колектива, проучващ праисторическата селищна могила Големия остров, неолитно селище на западния бряг на Дуранкулашкото езеро, праисторическия, античен и средновековен некропол, структури от елинистическата епоха и други.
През 1993 година заедно с Александър Бонев ръководи археологически проучвания на височинното праисторическо селище от периода на каменно-медната и ранната тракийска епоха в местността Долапкулак край село Драганово, Добричко. Участва в археологически проучванията и на античния град Кабиле, Ямболско, Никополис ад Иструм, Царевец; антична Пауталия, античното селище край село Таваличево, Кюстендилско, средновековната крепост край село Ръждавица в Земенското дефиле, Кюстендилско, къснонеолитното селище  при село Тополница, Петричко, където през 1980—1982 година е заместник-ръководител на проучванията, и други.
През 2002 година става член на Съюза на учените в България, клон Добрич.

## Публикации
- Тодор Димов. Землянка от неолитното селище при с. Дуранкулак, Толбухински окръг. – В: Археология ХХІV, 1982, кн. 1, 33–48.
- Тодор Димов, Явор Бояджиев, Хенриета Тодорова. Праисторическият некропол край село Дуранкулак, Толбухински окръг. – В: Сб. Добруджа, 1984, кн. 1, 74–88.
- Тодор Димов. Приноси към проучванията на новокаменната епоха в Южна Добруджа. – В: Terra Antiqua Balcanica, Acta III, Sofia, 1988, 20–25.
- Тодор Димов. Культура Хаманджия в Южной Добрудже. – В: Studia Praehistorica, 11–12, Sofia, 1992, 122-130.
- Javor Boiadjiev, Todor Dimov, Henrieta Todorova. Les Balkans Orientaux. Bases chronologiques. – In: Atlas du Neolithique europeen. L’Europe orientale. E. R. A. U. L., 1993, 61–110.
- Десислава Йорданова, Тодор Димов. Амфорни печати от Големия остров и западния бряг на Дуранкулашкото езеро. – В: Сб. Научни съобщения на СУБ-Добрич, том 5, № 1, Добрич, 2003,  137–154.
- Desislava Iordanova, Todor Dimov, Kommentar zu den Amphorenstempeln aus Durankulakл – In: Henrieta Todorva (ed.). Durankulak, Band III. Die hellenistischen Befunde. 2016 (VML Verlag Marie Leidorf GmbH Rahden/Westf), 99–104.
- Todor Dimov, Hellenistic and Late Antique Graves from the West Bank of Lake Durankulak. – In: Henrieta Todorva (ed.). Durankulak, Band III. Die hellenistischen Befunde. 2016 (VML Verlag Marie Leidorf GmbH Rahden/Westf), 143–154.
- Todor Dimov, Comments on the Hellenistic and Late Antique Graves from the West Bank of Lake Durankulak. – In: Henrieta Todorva (ed.). Durankulak, Band III. Die hellenistischen Befunde. 2016 (VML Verlag Marie Leidorf GmbH Rahden/Westf), 155–174.